# Aonchotheca forresteri
Aonchotheca forresteri é um nematoide parasita que infecta o Oryzomys palustris na Flórida. Ocorrendo principalmente em adultos, habita o estômago. É muito mais comum durante a estação chuvosa, talvez porque seu hospedeiro intermediário desconhecido seja uma minhoca que só emerge quando chove. O verme foi descoberto em 1970 e formalmente descrito em 1987. Originalmente classificado no gênero Capillaria, foi reclassificado em Aonchotheca [en] em 1999. Aonchotheca forresteri é pequeno e de corpo estreito, com um comprimento de 13,8 a 19,4 mm nas fêmeas e 6,8 a 9,2 mm nos machos. Espécies semelhantes, como Aonchotheca putorii, diferem em características das alas [en] e do espículo [en] (órgãos no macho), no tamanho da fêmea e na textura dos ovos.

## Taxonomia
A. forresteri foi descoberto durante um levantamento dos endoparasitas de Oryzomys palustris por John Kinsella de 1970 a 1972, e é uma das várias novas espécies de parasitas neste estudo, que foi feito porque não havia estudos abrangentes anteriores sobre os endoparasitas da espécie. Juntamente com Danny Pence, Kinsella descreveu o verme em um artigo de 1987 como Capillaria forresteri; o nome específico homenageia Donald J. Forrester, da faculdade de Medicina Veterinária da Universidade da Flórida. Kinsella e Pence o descreveram como uma das muitas espécies de Capillaria, um gênero grande e taxonomicamente difícil. Eles sugeriram que poderia ser mais próximo de algumas outras pequenas espécies que vivem nos sistemas digestivos de mamíferos, como o muito semelhante Capillaria putorii, que é encontrado em uma variedade de carnívoros na América do Norte e na Europa. Em 1982, Moravec [en] havia colocado Capillaria putorii e uma série de espécies relacionadas em um gênero separado, Aonchotheca [en], e em 1999, Pisanu e Bain transferiram Capillaria forresteri e várias outras espécies para esse gênero a partir de Capillaria. Assim, a espécie é agora conhecida como Aonchotheca forresteri.

## Descrição

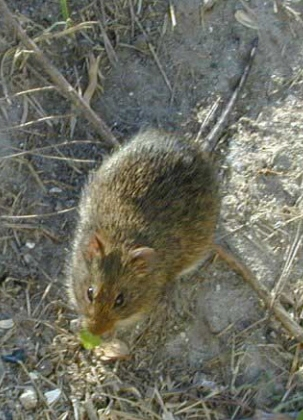
Oryzomys palustris (em en, a localidade-tipo de Aonchotheca forresteri), é o único hospedeiro conhecido de Aonchotheca forresteri.

A. forresteri é um verme pequeno e de corpo estreito. É mais estreito na frente e aumenta de largura até cerca de três quartos de seu comprimento. A cutícula, a camada superficial, é lisa. As fêmeas têm de 13,8 a 19,4 mm de comprimento, com média de 16,9 mm, o que as torna substancialmente mais longas que as fêmeas de Aonchotheca putorii, e de 55 a 70 (média de 62) μm de largura. Os ovos são lisos, sem o padrão elaborado na superfície visto em A. putorii, e medem de 53 a 58 (54) μm de comprimento e 21 a 24 (21) μm de largura. O esôfago, a parte mais anterior do sistema digestivo, tem de 2,9 a 3,9 (3,6) mm de comprimento e é revestido por 36 a 45 (40) células conhecidas como esticócitos [en]. A vulva está localizada de 66 a 105 (83) μm atrás do final do esôfago e o ânus está perto da extremidade do verme, que é arredondada.
Com 6,8 a 9,2 (7,7) mm, os machos têm apenas cerca de metade do comprimento das fêmeas. Sua largura máxima é de 34 a 42 (37) μm. O comprimento do esôfago é de 2,3 a 3,0 (2,6) mm, dos quais a faringe muscular representa 260 a 315 (273) μm, e é revestida por 35 a 42 (37) esticócitos. A região posterior do verme tem de 4,5 a 6,2 (5,1) mm de comprimento. A abertura posterior, ou retal, do tubo digestivo está localizada perto da extremidade do verme, e o comprimento da cloaca é de 530 a 576 (550) μm. Perto da extremidade posterior, existem duas alas [en] (cristas) nas laterais (lateralmente), que têm de 40 a 55 (46) μm de comprimento; estas estão localizadas a 10 a 15 μm de outra pequena ala na ponta. Em A. putorii, as alas laterais são muito mais longas e alcançam a ala na ponta. O espículo, uma estrutura semelhante a um espinho que funciona na reprodução, é curvado na ponta e endurecido, e tem um comprimento de 380 a 426 (406) μm. É menor que o do semelhante Aonchotheca tamiasstriati de esquilos norte-americanos e maior que o de Aonchotheca murissylvatici de vários pequenos roedores norte-americanos e europeus, mas aproximadamente do mesmo comprimento que o de Aonchotheca putorii, que, no entanto, não tem a ponta curva.

## Distribuição e ecologia
Oryzomys palustris de Paynes Prairie [en], Condado de Alachua; Cedar Key, Condado de Levy; e lago Istokpoga [en], Condado de Highlands, todos na Flórida, renderam Aonchotheca forresteri. Em Paynes Prairie, a localidade-tipo, 82 de 178 animais examinados estavam infectados com 1 a 50 (média de 10) vermes, mas em Cedar Key apenas um único rato continha um verme. Os vermes foram encontrados na parte frontal, ou fundo, do estômago, com suas extremidades frontais no tecido fúndico e suas extremidades posteriores projetando-se para o interior.
Em Paynes Prairie, não houve diferença significativa na taxa de infecção entre machos e fêmeas, mas apenas 4% dos juvenis estavam infectados, em comparação com 52% dos adultos. A maioria das espécies de Capillaria ocorre em múltiplos hospedeiros, mas Aonchotheca forresteri foi encontrado apenas em Oryzomys palustris, embora vários outros pequenos mamíferos (Neofiber alleni; Peromyscus gossypinus; Sigmodon hispidus [en]; e Sylvilagus palustris) ocorram em Paynes Prairie. Oryzomys palustris come mais alimentos de origem animal do que qualquer um desses, e talvez Aonchotheca forresteri tenha um hospedeiro intermediário que não é comido pelas outras espécies. A. forresteri é marcadamente mais prevalente na estação chuvosa (primavera) do que na estação seca (outono), talvez porque os padrões de chuva influenciem os hábitos de Oryzomys palustris de alguma forma. Uma possibilidade é que o hospedeiro intermediário seja uma minhoca ou outro verme oligoqueto que se move para a superfície quando chove.

## Literatura citada
- Forrester, D.J. 1992. Parasites and diseases of wild mammals in Florida. University of Press of Florida, 459 pp. ISBN 978-0-8130-1072-4
- Kinsella, J.M. 1988. Comparison of helminths of rice rats, Oryzomys palustris, from freshwater and saltwater marshes in Florida. Proceedings of the Helminthological Society of Washington 55(2):275–280.
- Kinsella, J.M. e Pence, D.B. 1987. Description of Capillaria forresteri sp. n. (Nematoda: Trichuridae) from the rice rat Oryzomys palustris in Florida, with notes on its ecology and seasonal variation (assinatura necessária). Canadian Journal of Zoology 65(5):1294–1297.
- Pisanu, B. e Bain, O. 1999. Aonchotheca musimon n. sp. (Nematoda: Capillariinae) from the mouflon Ovis musimon in the sub-Antarctic Kerguelen archipelago, with comments on the relationships with A. bilobata (Bhalerao, 1933) Moravec, 1982 and other species of the genus (assinatura necessária). Systematic Parasitology 43(1):17–27.